# عدالت اقلیمی

انتشار گازها توسط یک درصد از ثروتمندترین جمعیت جهان بیش از دو برابر سهم مجموع ۵۰ درصد فقیرترین جمعیت جهان است. پیروی از هدف ۱٫۵ درجه سانتی‌گراد توافق پاریس نیازمند آن است که ۱ درصد از ثروتمندترین افراد میزان انتشار فعلی خود را حداقل ۳۰ برابر کاهش دهند، در حالی که انتشار گازهای گلخانه‌ای به ازای هر ۵۰ درصد فقیرترین افراد می‌تواند حدود ۳ برابر افزایش یابد

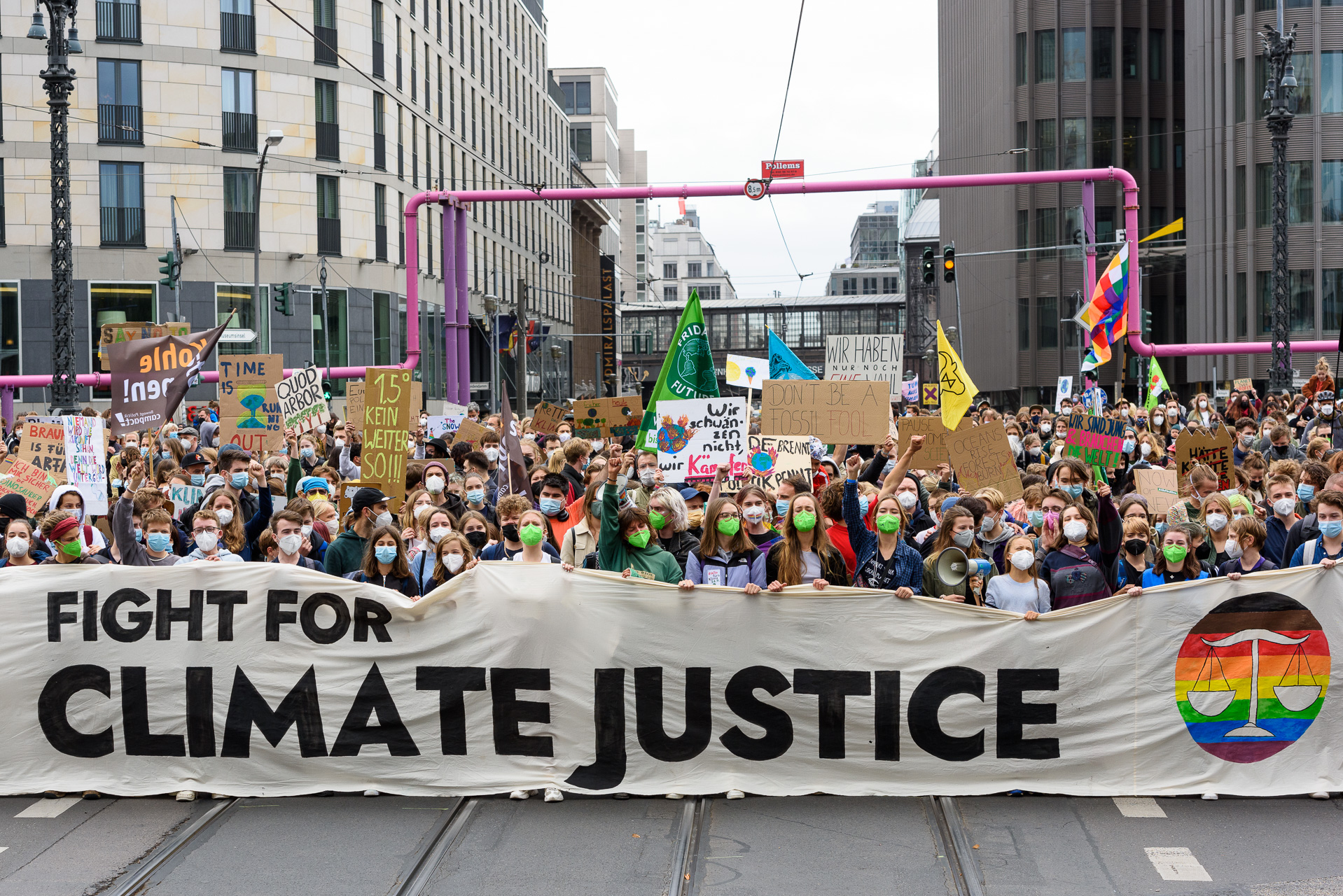
تظاهرات جمعه‌ها برای آینده در برلین در سپتامبر ۲۰۲۱

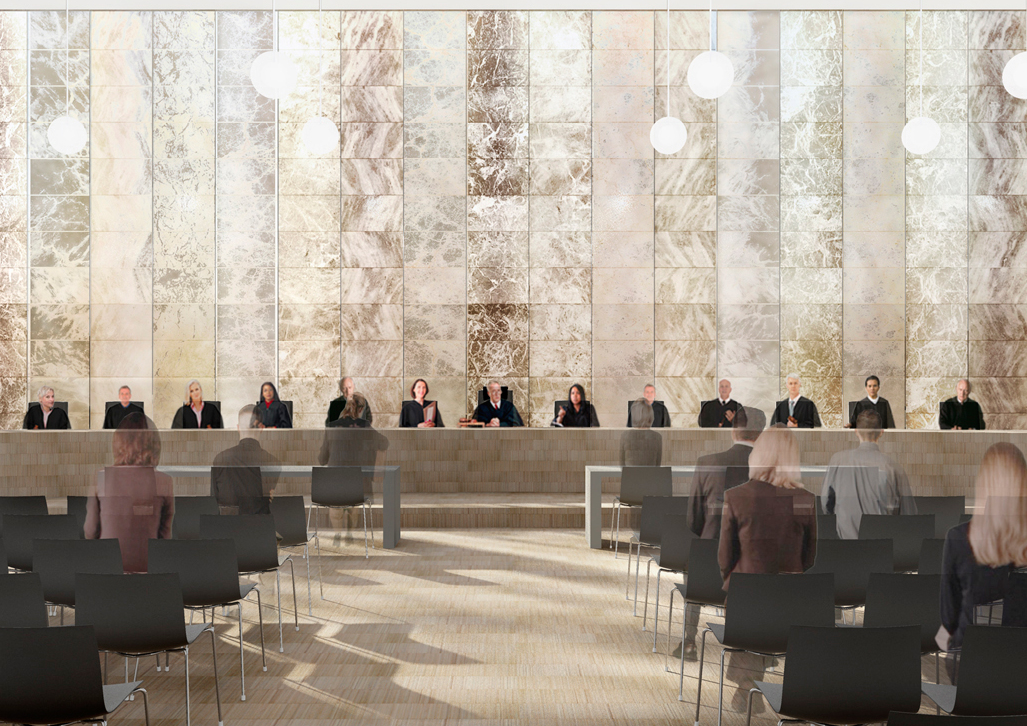
در سال ۲۰۱۹، دیوان عالی هلند تأیید کرد که دولت باید انتشار دی‌اکسید کربن را کاهش دهد، زیرا تغییرات آب و هوایی حقوق اساسی شهروندان را تهدید می کند.

عدالت اقلیمی یا عدالت آب و هوایی (به انگلیسی: Climate justice)، مفهومی است که به تقسیم و توزیع عادلانه بارهای ناشی از تغییرهای اقلیمی و کاهش آن و مسئولیت‌ها برای مقابله با تغییرهای آب و هوایی می‌پردازد. «عدالت»، «انصاف» و «برابری» کاملاً یکسان نیستند، اما در یک خانواده از اصطلاحات مرتبط هستند و اغلب به جای یکدیگر در مذاکرات و سیاست استفاده می‌شوند. اخلاق کاربردی، تحقیق و کنشگری با استفاده از این اصطلاحات به تغییرهای آب و هوایی انسان‌زاد به‌عنوان یک موضوع اخلاقی، قانونی و سیاسی برخورد می‌کند، نه موضوعی که ماهیت صرفاً محیطی یا فیزیکی دارد. این امر از طریق ارتباط دادن علل و پیامدهای تغییر اقلیم به مفاهیم عدالت، به ویژه عدالت زیست‌محیطی و عدالت اجتماعی انجام می‌شود. عدالت اقلیمی مفاهیمی مانند برابری، حقوق بشر، حقوق جمعی و مسئولیت‌های تاریخی برای تغییرهای آب و هوایی را بررسی می‌کند. اقدامات عدالت آب و هوایی می‌تواند شامل مجموعه فزاینده جهانی اقدامات حقوقی دربارهٔ مسائل مربوط به تغییرهای آب و هوایی باشد. در سال ۲۰۱۷، گزارشی از برنامه محیط زیست سازمان ملل متحد، ۸۹۴ اقدام قانونی در حال انجام را در سراسر جهان شناسایی کرد. عدالت اقلیمی جنبه‌ای از SDG 13 تحت دستور کار ۲۰۳۰ سازمان ملل متحد است.
عدالت اقلیمی اذعان می‌کند که کسانی که بیشترین سود را از صنعتی‌ شدن برده‌اند (مانند شرکت‌های زغال سنگ، نفت و گاز) به طور نامتناسبی مسئول تجمع دی‌اکسید کربن در جو زمین و در نتیجه تغییرات اقلیمی هستند. در همین حال، اجماع فزاینده‌ای وجود دارد که مردم در مناطقی که کمترین نقش را در قبال تغییرات اقلیمی دارند و همچنین فقیرترین و حاشیه‌ای‌ترین جوامع جهان، اغلب بیشترین عواقب را متحمل می‌شوند. در حالیکه ممکن است بیشتر در معرض نابرابری‌های موجود در زمینه نژاد، جنسیت، تمایلات جنسی و معلولیت ناشی از تغییرات اقلیمی قرار گیرند. وقتی کسانی که بیشترین تأثیر منفی را از تغییرات اقلیمی می‌پذیرند، با وجود اینکه کمترین سهم را در ایجاد آن داشته‌اند، این به عنوان "بی‌عدالتی سه‌گانه" تغییرات اقلیمی شناخته می‌شود.